# حارثه بنت محمود
حارثه دختر محمود خواهر امّ عبیس کنیز عمر پسر خطاب بود. وقتی حارثه اسلام آورد، عمر او را شکنجه کرد و حارثه در اثر این شکنجه‌ها بینایی‌اش را از دست داد. به استناد به کتاب سیرت رسول‌الله نوشته رفیع الدین اسحاق همدانی، ابوجهل به حارثه گفته بود «لات و عزّی تو را نفرین کرده‌اند و بینایی‌ات را از دست داده‌ای» امّا حارثه جواب داد: «بت‌ها نه به کسی سود می‌رسانند و نه زیانی از ایشان به ما می‌رسد» ابوبکر، بهای این کنیز را به عمر پرداخت و او را آزاد کرد. حارثه با محمّد به مدینه هجرت کرد و در آن جا درگذشت. تاریخ وفات او نامعلوم است.